# Brilsalamanders
Brilsalamanders (Salamandrina) zijn een geslacht van salamanders uit de familie echte salamanders (Salamandridae). Het is het enige geslacht uit de onderfamilie Salamandrininae. De groep werd voor het eerst wetenschappelijk beschreven door Leopold Fitzinger in 1826.
De Nederlandstalige naam danken ze aan de lichtere kleur van de huid rond de ogen. Beide soorten komen endemisch voor in berggebieden in Italië.

## Soorten
Geslacht Salamandrina
- Soort Salamandrina perspicillata
- Soort Salamandrina terdigitata – Brilsalamander